# José Roberto León Riaño
José Roberto León Riaño (Ibagué, 1° de abril de 1961) es un oficial colombiano que 2012 y 2013 ocupó el cargo de director de la Policía Nacional de Colombia donde antes ocupaba el cargo de subdirector.

## Familia
León creció en una familia de cuatro hijos, de los cuales tres hombres escogieron a la Policía como profesión, alcanzando dos de ellos el grado de general. Está casado con Marian Pamplona Quintero y de cuya unión nacieron sus hijos Andrés Roberto y Juan Camilo.

## Estudios
Es Administrador de Empresas de la Universidad Cooperativa de Colombia, con Diplomados en Derechos Humanos y Sistema Penal Acusatorio de la Universidad Militar Nueva Granada. Realizó especialización en seguridad integral en la Escuela General Santander y efectuó estudios en el Colegio Interamericano de Defensa en los EE.UU, tiene Maestría en Seguridad y Defensa Hemisférica del CID y Universidad de El Salvador en Argentina, diplomado en Alta Gerencia de la universidad de los Andes - Colombia y realizó el programa de alta Dirección Empresarial (PADE) en la Universidad de la Sábana en Bogotá.

## Carrera policial
Ingreso a la institución cuando tenía 17 años e inició su labor policial en la Policía Metropolitana de Bogotá con el grado de subteniente. Luego fue asignado en el Departamento de Policía Magdalena de donde salió para regresar a la Metropolitana de Bogotá. 
Entre los principales cargos que desempeñó se encuentran: Jefe de Inteligencia en el Departamento de Policía Amazonas, Comandante del Escuadrón Móvil de Carabineros, Jefe de SIJIN en los Departamentos de Policía Atlántico y Cundinamarca, Jefe del Área de Delitos Contra la Vida y la Integridad, subcomandante Operativo en la Metropolitana de Cali.
Obtiene el cargo de Comandante Departamento de Cundinamarca en el 2003 donde diseño y desarrollo el programa «Cundinamarca segura». Al año siguiente es delegado como adjunto de Policía como Agregado en Estados Unidos. A su regreso en el 2005 es designado como Comandante de la Policía Metropolitana de Cali donde planeo y ejecutó el Plan Maestro de Seguridad Ciudadana. En el 2007 fue nombrado como Director Nacional de Escuelas y luego se desempeñó como Director de Carabineros y Seguridad Rural hasta junio de 2009 cuando fue asignado como Inspector General donde logró la certificación por parte del ICONTEC para la oficina que dirigía.
Llega a la Dirección de Seguridad Ciudadana en el 2010 donde permanece hasta septiembre del 2011 cuando pasó a ser el Subdirector de la Policía Nacional luego de la salida de seis generales de la institución.
Durante su permanencia en la Dirección de Seguridad Ciudadana se destaca la elaboración y la puesta en marcha del Plan Nacional de Vigilancia por Cuadrantes y el desarrollo del Copa Mundial de Fútbol Sub-20 de 2011. Como Subdirector fue el encargado de la seguridad de la VI Cumbre de las Américas que se desarrolló en Cartagena de Indias.
El 4 de mayo del 2012, el presidente Juan Manuel Santos lo anunció como el siguiente Director de la Policía Nacional, cargo que asumió el 12 de junio del mismo año.
Como reconocimiento a su labor Policial recibió 83 condecoraciones y 279 felicitaciones.
Hasta que en 2013 en una reunión  con sus subalternos  hizo referencia  al liderazgo bélico del expresidente Álvaro Uribe Vélez, manifestando que el pueblo colombiano extrañaba a Uribe por qué a él si le marchaban los comandantes y restablecían orden público de inmediato.
Por lo que fue despedido por el presidente Juan Manuel Santos Calderón.